# Antiguraleus mundus
Antiguraleus mundus is een slakkensoort uit de familie van de Mangeliidae. De wetenschappelijke naam van de soort is voor het eerst geldig gepubliceerd in 1909 door Suter.